# كارلوس فيرنانديز
كارلوس فيرنانديز (بالبرتغالية: Carlos Miguel Brandão Fernandes‏) (5 مايو 1978 بلشبونة في البرتغال - ) هو لاعب كرة قدم برتغالي في مركز الدفاع. شارك مع منتخب البرتغال تحت 20 سنة لكرة القدم ومنتخب البرتغال تحت 21 سنة لكرة القدم. أما مع النوادي، فقد لعب مع سبورتينغ براغا وسبورتينغ لشبونة ونادي أولهانينسي ونادي بوافيشتا ونادي بيلينينسش ونادي ماريتيمو ونافال وC.S. Marítimo B ‏ وكامبومايورنسي ‏ ونادي فارنزي وS.C. Lourinhanense ‏.

## وصلات خارجية
- كارلوس فيرنانديز على موقع قاعدة بيانات كرة القدم.إي يو (الإنجليزية)
- كارلوس فيرنانديز على موقع Soccerway.com (الإنجليزية)